# Kristian Prestrud
Kristian Prestrud (1881 - 11 de novembro de 1927) foi um oficial de marinha norueguês e explorador polar que participou na Expedição de Amundsen ao Polo Sul entre 1910 e 1912. Prestrud era o primeiro oficial do navio Fram e o líder do Grupo Norueguês Ocidental de Trenós da expedição a Scott Nunataks

## Biografia
Quando Roald Amundsen alterou o seu plano de ir conquistar o Polo Sul em vez de o Polo Norte, apenas revelou as suas intenções ao comandante do navio Fram, o Tenente Thorvald Nilsen. Na véspera da partida do navio, Amundsen partilhou com o Tenente Prestrud e com outro membro da expedição, Hjalmar Fredrik Gjertsen, o novo destino. Durante o período de Inverno no acampamento-bas, Framheim, na Antártida, Prestrud, apoiado por Hjalmar Johansen, efectuou várias pesquisas científicas.
Prestrud fez parte do grupo original de oito homens que tentaram, sem sucesso, chegar ao Polo a em 8 de Setembro de 1911. Embora tivessem sido forçados a retirar devido às emperaturas extremas que se faziam sentir, decidiram ir para o depósito a 80° de latitude sul para descarregar os seus trenós e de pois regressarem a Framheim. O regresso atribulado foi efectuado em grupos dispersos, com o último grupo de dois homens a chegar mais de seis horas depois dos outros. Johansen e Prestrud chegaram a Framheim completamente exaustos, tendo encontrado o acampamento às escuras e no meioo do nevoeiro graças ao ladrar dos cães. Prestrud, à beira de congelar, foi ajudado por Johansen.

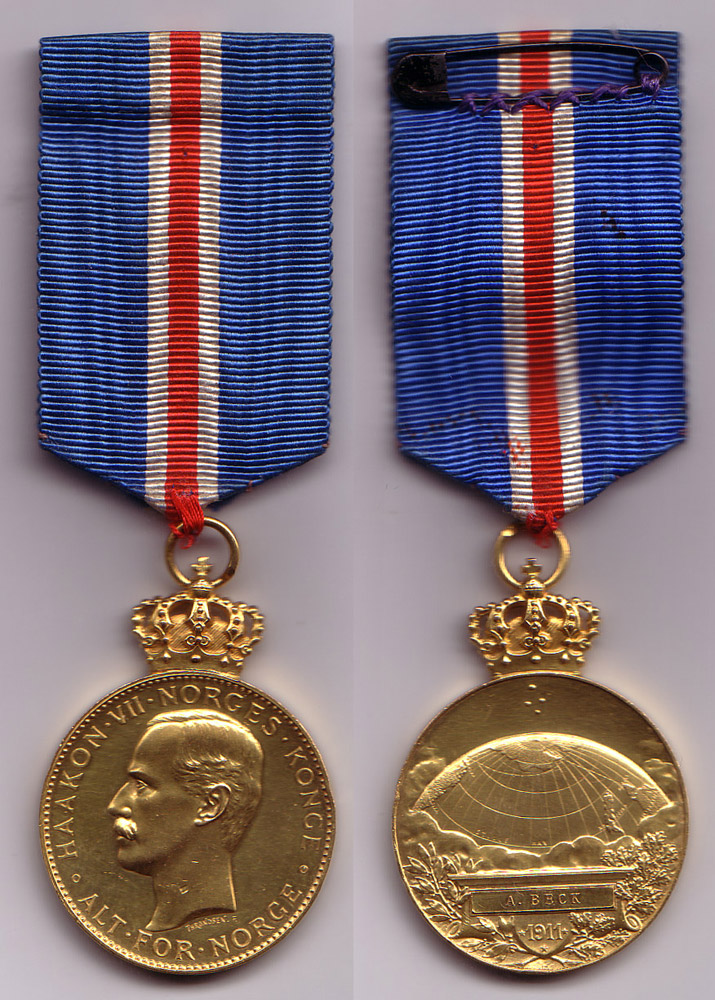
Medal of the South Pole

Na manhã seguinte, Amundsen foi fortemente criticado por Johansen, que tinha experiência na exploração do Árctico com Fridtjof Nansen. Este confronto levou a que Amundsen reorganizasse o grupo polar reduzindo o seu número. Desta forma, Johansen, Prestrud e Stubberud foram separados da equipa polar e enviados para explorar a Terra do Rei Eduardo VII. Para humilhar, aínda mais, Johansen, Prestrud, menos experiente, foi nomeado para liderar a equipa. Em Scott Nunataks, Montanhas Alexandra, o grupo erigiu um marco em pedra (77° 11′ S, 154° 32′ O) a 3 de  Dezembro de 1911, que é considerado um local histórico da Antártida.
Pela sua participação na expedição, Kristian Prestrud recebeu a Medalha do Polo Sul  (Sydpolsmedaljen), uma condecoração Real Norueguesa criada pelo Rei Haakon VII em 1912 para homenagear os participantes na expedição de Amundsen. 